# Azabu-Jūban
Azabu-Jūban (麻布十番) é um distrito de Minato, em Tóquio, capital do Japão.
Trata-se de uma área residencial bastante viva na região central de Tóquio, com uma variedade de lojas de conveniência, restaurantes e bares. Em virtude disso e da proximidade com outros distritos como Hiroo e Roppongi, os imóveis em Azabu-Jūban são muito procurados em Tóquio. A rua principal, a uma quadra da movimentada junção de estrada, possui um ar de "vilarejo", com algumas partes pavimentadas em pedra. Essa aparência do bairro é reforçada pela presença de ruas estreitas, pelo tráfego lento e pelas diversas lojas operadas por donos antigos. Até mesmo o McDonald's local foi projetado cuidadosamente para que se tornasse arquitetonicamente harmonioso. 
Além disso, a estação de metrô Azabu-Jūban, aberta em 2000, se localiza aqui.

## Festival
No meio de agosto, normalmente no início ou no final do Bon Odori, Azabu-Jūban abriga um dos mais famosos festivais de verão em Tóquio. O evento dura mais de dois dias, nas sextas-feiras e aos sábados, com as ruas repletas de tendas e vendedores de comida tradicional japonesa. O tráfego de veículos é então tipicamente bloqueado das 15h00 às 21h00, de modo que os frequentadores do festival tornam as ruas quase intransitáveis.
Em 2011, em razão do Sismo e Tsunami de Tohoku, o festival foi cancelado devido à prática do jishuku (自粛), ou "auto-contenção" voluntária, em respeito e solidariedade às vítimas da tragédia.

## Onsen
Até o ano de 2009, Azabu-Jūban possuia uma das muitas águas termais, ou onsen, presentes em Tóquio. Nos domingos, a partir das 15h00, visitantes podiam frequentá-la e admirar canções (enka) e dança tradicionais. No entanto, o lugar acabou transformado em estacionamento.

## Ficção
Os protagonistas da série de anime e mangá Sailor Moon residem neste distrito.